# SN 2002dc
SN 2002dc – supernowa typu Ia odkryta 11 maja 2002 roku w galaktyce HDFN 2-264,1. W momencie odkrycia miała maksymalną jasność 22,70m.